# Útěchovice pod Stražištěm
Útěchovice pod Stražištěm è un comune della Repubblica Ceca facente parte del distretto di Pelhřimov, nella regione di Vysočina.